# Сонячний інвертор

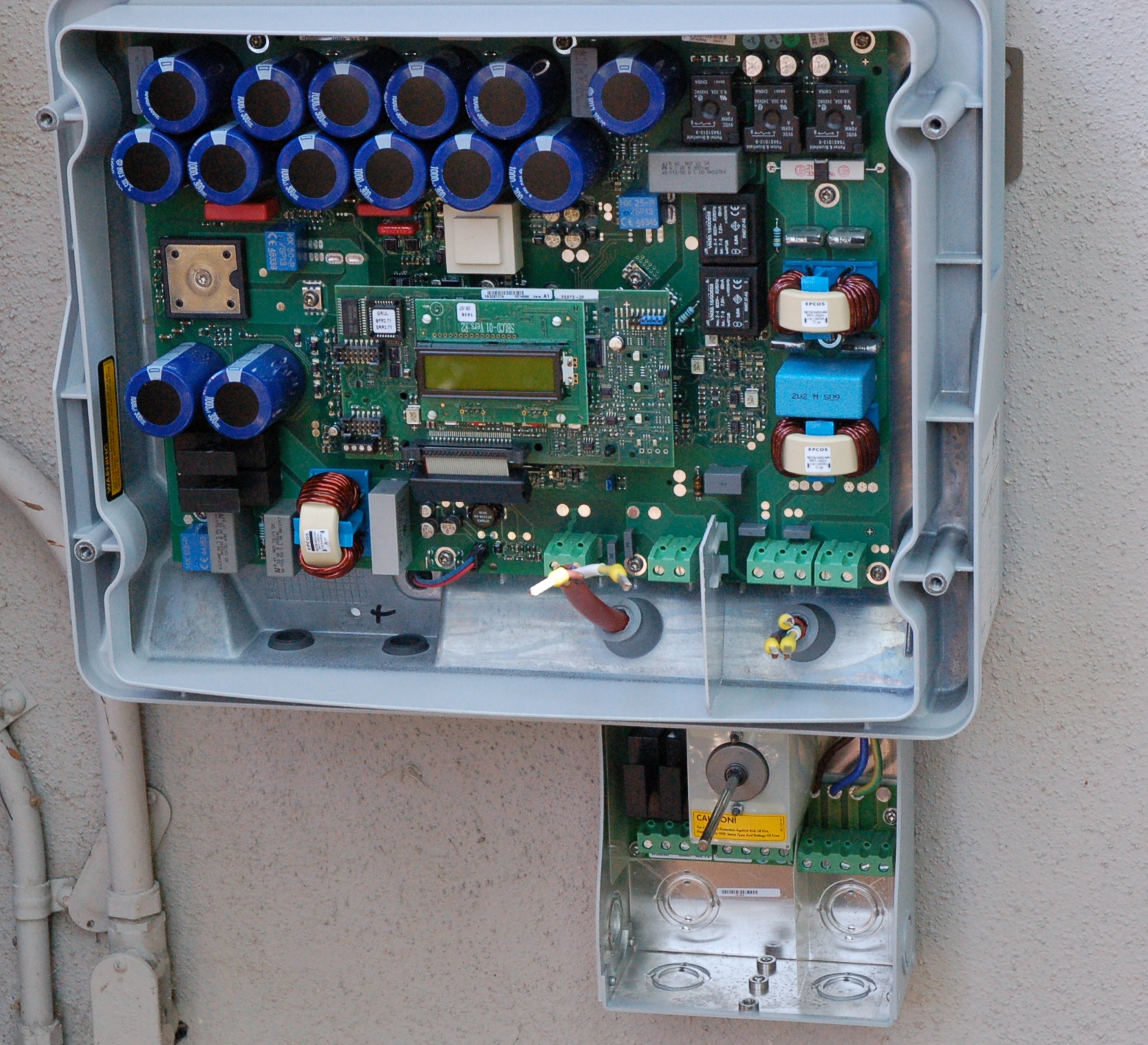
Внутрішній вигляд сонячного інвертора. Зверніть увагу на багато великих конденсаторів (сині циліндри), які використовуються для покращення вихідної форми сигналу.

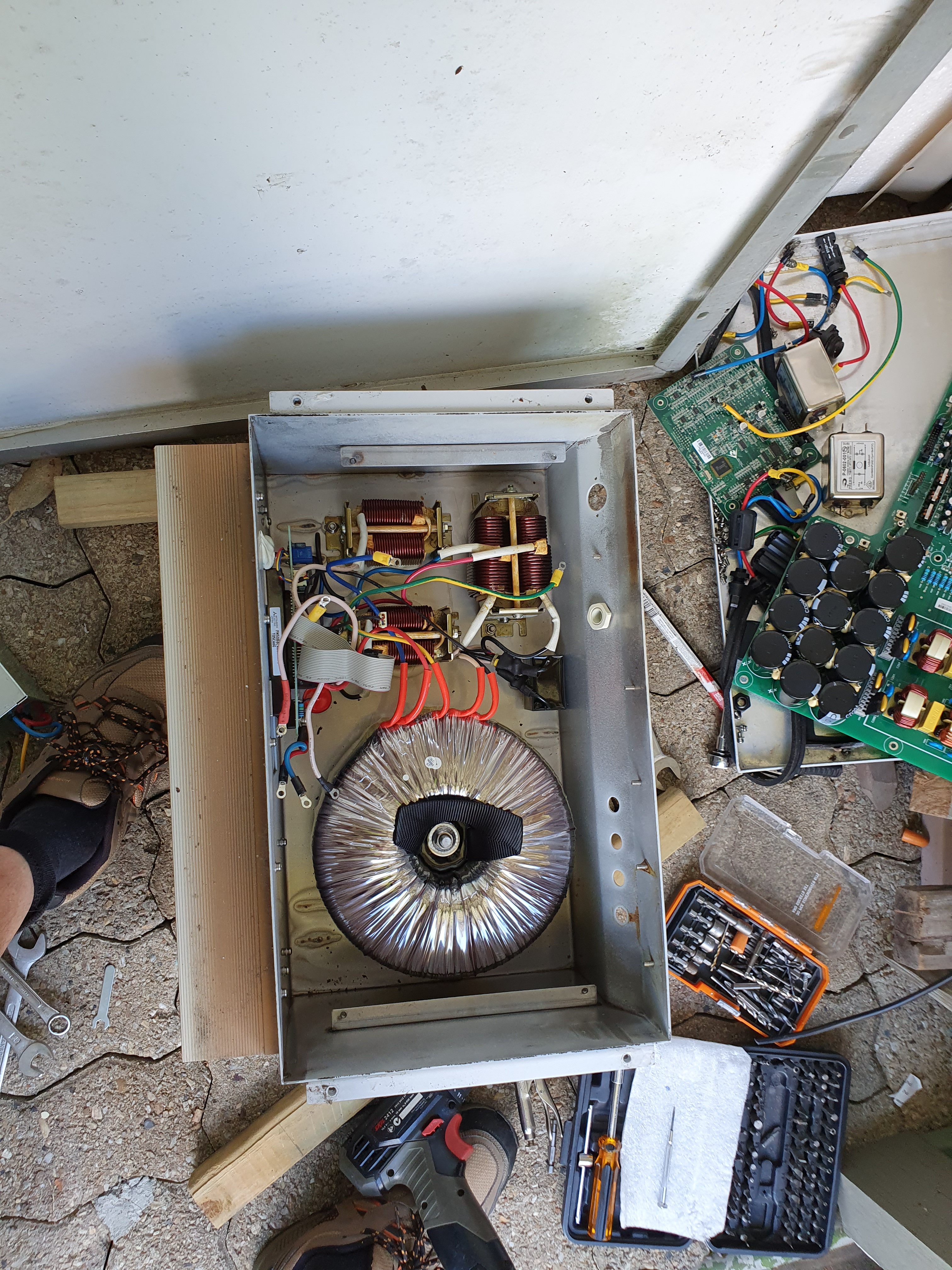
Мідна котушка трансформатора сонячного інвертора. Майже всі сучасні інвертори безтрансформаторні.

Со́нячний інве́ртор — тип електричного перетворювача, який перетворює вихідний постійний струм фотоелектричної сонячної панелі на змінний струм певної частоти та напруги, який може подаватися в комунальну електричну мережу або використовується місцевою електромережею. Це дуже важлива складова сонячної електростанції, яка дозволяє використовувати звичайне обладнання, що працює від змінного струму, у поєднанні із сонячними панелями та (або) акумуляторами ― на постійному струмі. Інвертори сонячної електростанції мають особливі завдання, пристосовані для використання із сонячними панелями, зокрема відстеження точки якнайбільшої потужності та автоматичне вимикання у разі зникнення мережі.

## Класифікація
Сонячні інвертори можна розподілити на три типи:
1. автономні інвертори, що застосовуються у відокремлених системах, де інвертор використовує енергію постійного струму від акумуляторів, заряджених сонячними панелями. Багато автономних інверторів також мають вбудовані зарядні пристрої для додаткового заряджання батареї від джерела змінного струму (якщо такі є). Зазвичай вони жодним чином не взаємодіють з мережею Укробленерго, і як такі, вони не повинні мати захист від зникнення мережі;
2. мережеві інвертори, які синхронізуються із зовнішньою мережею по фазі та синусоїді струму, який постачається в мережу. З міркувань безпеки мережеві інвертори обов'язково вимикаються у разі втрати електропостачання. Вони не забезпечують резервне живлення під час вимкнення лінії Укробленерго. Використовуються в мережевих сонячних електростанціях;
3. гібридні інвертори керують фотоелектричною системою, акумуляторною батареєю та зовнішньою мережею, об'єднуючи всі ці складові крізь себе. Ці сучасні універсальні системи, здебільшого, дуже універсальні і можуть застосовуватися для мережевих, автономних або резервних програм, але їх основним завданням, є використання енергії на власні потреби з можливим застосуванням акумуляторів.

## Відстеження точки найбільшої потужності (MPPT)
Сонячні інвертори використовують відстеження точки якнайбільшої потужності (MPPT), щоб отримати максимально можливу потужність від PV-масиву. Сонячні фотоелементи мають складний взаємозв'язок між сонячним опроміненням, температурою та загальним опором, що створює нелінійну ефективність генерації, відому як ВАХ (I-V curve). Метою системи MPPT є підбір вихідних даних сонячних фотоелементів та визначення опору (навантаження) для отримання якнайбільшої потужності для будь-яких заданих умов навколишнього середовища. 
Коефіцієнт заповнення, більш відомий під скороченням FF, є показником, який разом із напругою розімкнутого контуру (Voc ) та струмом короткого замикання (Isc ) панелі визначає найбільшу потужність сонячної батареї. Коефіцієнт заповнення визначається як відношення найбільшої потужності від сонячної батареї до добутку Voc та Isc. 

## Сонячні мікроінвертори

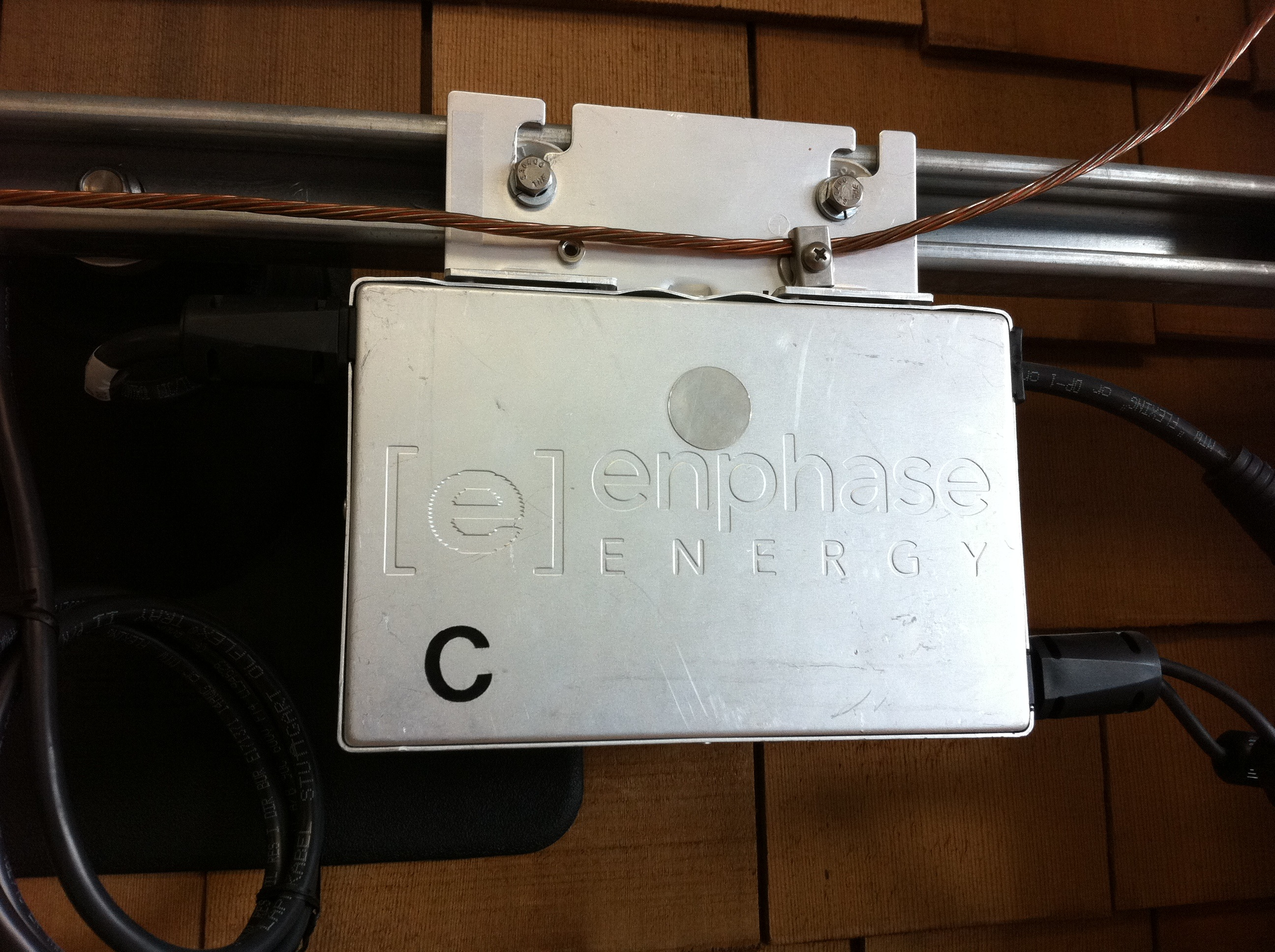
Сонячний мікроінвертор під час встановлення. Провід заземлення прикріплений до вушка, а затискачі постійного струму панелі — до роз'ємів праворуч унизу.

Сонячний мікроінвертор ― інвертор, призначений для роботи з однією або двома сонячними панелями. Мікроінвертор перетворює вихідний постійний струм з кожної панелі на змінний. Його конструкція дозволяє паралельно вмикати декілька незалежних блоків модульним способом. 
До переваг мікроінвертора належить оптимізація потужності однієї панелі, незалежна робота кожної панелі, можливість поступового розгалуження СЕС.
До вад, насамперед, слід віднести набагато вищу вартість такого рішення та збільшену пожежну небезпеку.
Дослідження 2011 року в Аппалачському державному університеті свідчить, що мікроінвертори згенерували приблизно на 20 % більше потужності в незатінених умовах та на 27 % більше в затінених умовах, порівняно зі стрінговим інвертором. В обох установках були використані однакові сонячні панелі.
Але, з покращенням якості та автоматизацією виробництва сонячних панелей, розбіжності у їх ВАХ стали значно менші, і доцільність використання мікроінверторів в незатінених умовах є спірною. 
Зазвичай мікроінвертори використовують на дахових СЕС, де є багато різних кутів та затінень.

## Мережеві сонячні інвертори
Головне призначення мережевих або синхронних інверторів чи просто мережевого інвертора, полягає у синхронізації генерації по фазі, напрузі та частоті із зовнішньою електромережею. Мережеві сонячні інвертори розроблені для швидкого вимкнення від мережі, якщо зовнішня мережа не працює і в ній відсутня напруга або засвідчено інші, загрозливі перешкоди. Це вимога ПУЕ, яка передбачає, що у разі пропадання електроенергії у зовнішній мережі, інвертор автоматично та миттєво вимкнеться, щоби запобігти подаванню напруги в електромережу та не завдати шкоди будь-яким робітникам, яких направляють на виправлення пошкоджень електромережі.

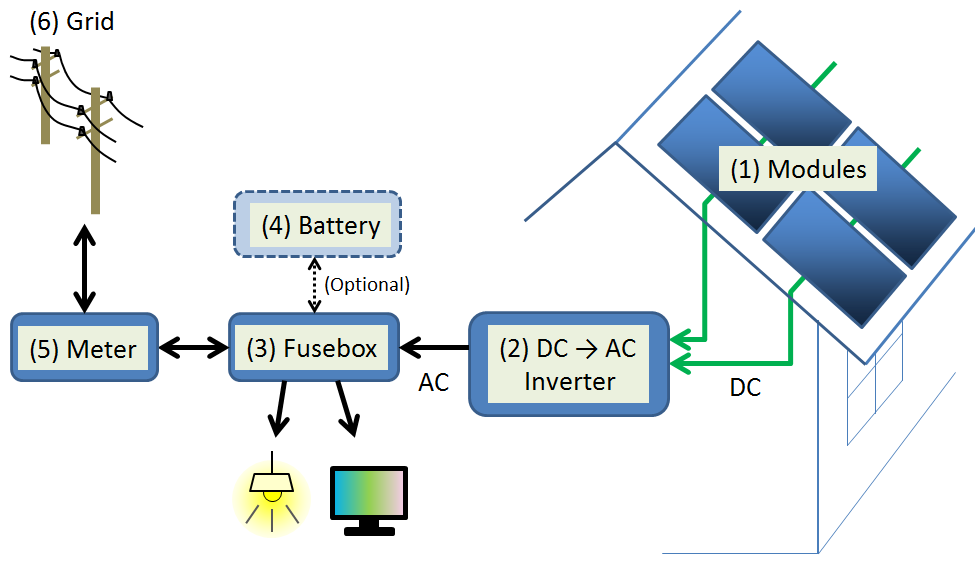
Спрощена схема приватної сонячної електростанції, приєднаної до мережі

Інвертори, які сьогодні (2000 рр.) доступні на ринку, використовують різні технології. В інверторах можуть застосовуватися нові високочастотні трансформатори, звичайні низькочастотні трансформатори або взагалі  бути безтрансформаторними. Замість перетворення постійного струму безпосередньо в 230 В змінного струму, високочастотні трансформатори застосовують комп'ютеризований багатоступеневий процес, який передбачає перетворення потужності у високочастотний змінний струм, а потім назад у постійний, який зрештою знову перетворюється на змінний струм. 
Історично склалося занепокоєння щодо того, щоби безтрансформаторні інвертори приєднувались до комунальної мережі. Побоювання пов'язані з тим, що між колами постійного та змінного струму відсутня гальванічна розв'язка, що може сприяти, у разі несправностей, пробою постійного струму на сторону змінного струму. Починаючи з 2005 року,  дозволяється використовувати безтрансформаторні (або не гальванічно-розв'язані) інвертори. VDE 0126-1-1 та IEC 6210 також були змінені, щоби дозволити та визначити способи безпеки, необхідні для таких систем. У сучасних інверторах є багато ступенів захисту, котрі забезпечують захист як самої сонячної станції, так і зовнішньої мережі.
Всі мережеві сонячні інвертори призначені для приєднання до зовнішньої електромережі, і вони не працюватимуть, поки зовнішня мережа буде відсутня. 

## Ринок
Технології досягнення ефективності перетворення постійного струму на змінний та якість синусоїди з кожним роком покращуються, частка лінійних сонячних інверторів досягла 98,5 %. Лінійні інвертори широко застосовуються в житлових та комерційних фотоелектричних системах, оскільки дозволяють об'єднувати великі обсяги однонаправлених сонячних панелей які мають однакову силу струму та ступінь затемнення. Мікроінвертори, які дозволяють змінювати направленість і більше цікаві радше для ринку мікрогенерації сягають лише до 2 %.
Починаючи з 2015 року, коли в Україні було ухвалено закони щодо Зеленого Тарифу, почався розвиток сонячної енергетики. Будуються як великі промислові СЕС, так і значна кількість приватних СЕС. 
Перші інвертори, які завозились до України для будівництва приватних СЕС, зазвичай були Європейського виробництва. 
На даний час, найбільш поширеними в Україні є наступні інвертори:
1. Huawei;
2. Solis;
3. Fronius;
4. SolarEdge.